# Steganomima polymorpha
Steganomima polymorpha är en fjärilsart som beskrevs av Claude Herbulot 1972. Steganomima polymorpha ingår i släktet Steganomima och familjen mätare. Inga underarter finns listade i Catalogue of Life.